# Меонкур
Меонку́р (фр. Méhoncourt) — коммуна во французском департаменте Мёрт и Мозель региона Лотарингия. Относится к  кантону Байон.	

## География
Меонкур	расположен в 25 км к юго-востоку от Нанси. Соседние коммуны: Шармуа на севере, Ландекур и Энво на юго-востоке, Эньевиль и Байон на юго-западе, Лоре, Сен-Мар и Домтай-ан-л'Эр на западе, Ромен на северо-западе.	

## История
- Следы галлороманской  и франкской культур.
- Аббатство Бельшам, сооружено в XII веке, разрушено бургундцами в 1476 году и гугенотами в 1587 году. Восстановлено в XVIII веке, демонтировано во время Французской революции.

## Демография
Население коммуны на 2010 год составляло 256 человек.
| 1962 | 1968 | 1975 | 1982 | 1990 | 1999 | 2010 |
| ---- | ---- | ---- | ---- | ---- | ---- | ---- |
| 190  | 185  | 159  | 182  | 209  | 207  | 256  |

## Достопримечательности
- Останки галлороманской усадьбы.
- Замок XVIII века.
- Церковь XVIII века.
- Развалины аббатства Сен-Трините-э-Нотр-Дам-де-Бельшам